# محمد علي إسلامي ندوشن
محمد علي إسلامي ندوشن (1925، ندوشن، يزد) هو محام وقاض سابق، أستاذ الأدب الفارسي، الأكاديمي، شاعر وكاتب إيراني. من آثاره قصة حافظ المتطاولة، أربعة متحدثين عن الضمير الإيراني، لا ننسى إيران،  إيران وعزلتها، حرية التمثال،‌ اهتم بالأدب الرحلة، كتابة المقالات والقصة القصيرة ايضاً.